# Janpeter Muilwijk
Janpeter Muilwijk (Fontainebleau, 2 juli 1960) is een Nederlands beeldend kunstenaar die in Middelburg woont en werkt. Hij volgde zijn opleiding aan de Christelijke Academie voor Beeldende Kunsten, Kampen, afdeling schilderen en tekenen (1979-1984) en de Hogeschool voor de Kunsten, Utrecht, afdeling architectonische vormgeving (1988-1990).

## Stijl
Muilwijk zoekt motieven voor zijn werk, voornamelijk op het gebied van schilderen, tekenen en grafiek, in zijn directe omgeving, in eigen huis en tuin. Zo kunnen tekeningen van zijn gezin of een schilderij van een plantenrekje de verwevenheid tonen van zijn kunst met het dagelijks leven. Daarbij hanteert hij een een traditionele beeldtaal. Op een met opzet naïeve wijze verbeeldt hij mensfiguren die geen uitgesproken persoonlijkheid bezitten. Hij schildert vaak met warme figuren met warme kleuren, waarin soms christelijke symboliek te ontdekken valt.

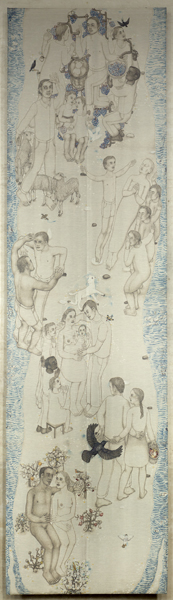
Wandtapijt van Muilwijk in de Abdijkerk, Middelburg
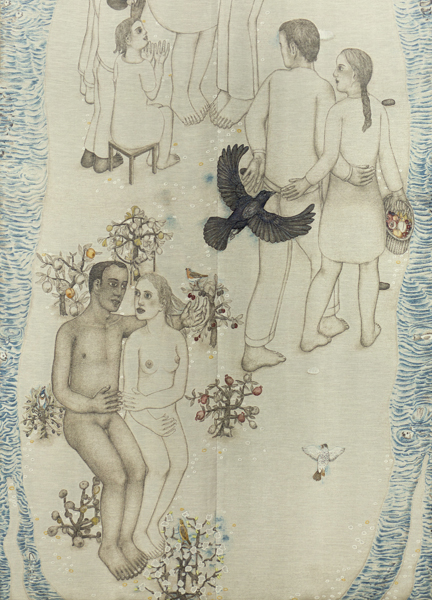
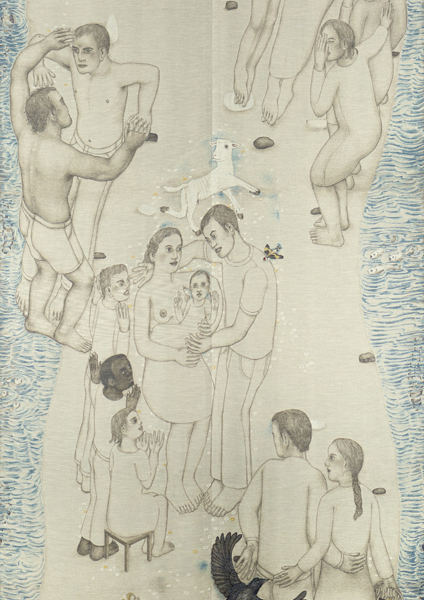
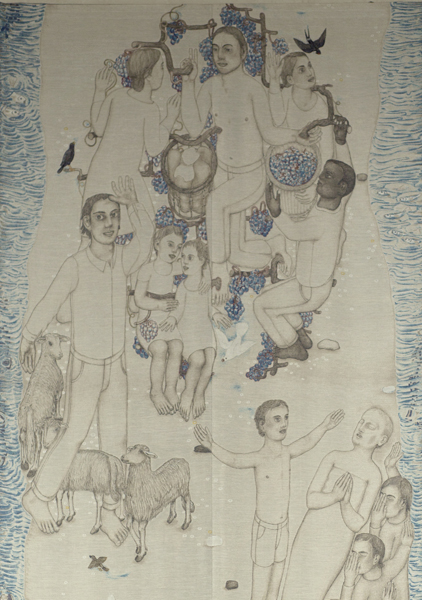

## Exposities, prijzen en boeken (selectie)

### Exposities
Muilwijk heeft solo-exposities gehad in onder meer in de Domkerk van Utrecht, de Jan van Hoof Galerie in Den Bosch en de James Freeman Gallery in Londen. Daarnaast hing zijn kunst in diverse groepsexposities, waaronder het Singer Museum in Laren en de Vishal in Haarlem.

### Prijzen
- Purmarijn Grafiekprijs, 2006
- Paul Citroenprijs, 1997
- Koninklijke Prijs voor Vrije Schilderkunst, 1992

### Boekuitgaven
- Chants de Terre et de Ciel, 2003. ISBN 978-90-8063-012-3
- Verweven, 2011. ISBN 978-94-6190-823-0
- In Paradisum, over de kalmte van de ziel, 2014. ISBN 978-94-6228-478-4

## Privé
Muilwijk woont in Middelburg, is getrouwd met kunstenaar Katja Bosch en heeft twee kinderen. Hij is onder meer de vader van Mattia Muilwijk, voor wie het pianowerk For Mattia is geschreven door de Zeeuwse componist Douwe Eisenga en geldt als een moderne klassieker. In zijn expositie in de Domkerk van Utrecht (Om Mattia en de Anderen - Zelfdoding, Compassie, En verder) werden schilderijen getoond van hem en zijn vrouw over het gat dat Mattia's zelfdoding in hun leven sloeg.